# Grupo Izquierda Parlamentaria
El Grupo de Izquierda Parlamentaria (GPI) del Parlamento Centroamericano, es un grupo conformado por los diputados de diferentes partidos izquierdistas que tienen representación ante el órgano internacional. Entre estos destacan los partidos: oficialista FSLN de Nicaragua y el opositor FMLN de El Salvador.
Su presidenta es la nicaragüense Evile Umaña Olivas,  la vicepresidencia la ocupa el dominicano Antonio Alfonseca Suncar y la secretario es la nicaragüense Larissa Regina Colindres Maldonado.

## Integrantes
Hasta enero de 2023 la integración del grupo parlamentario es:
| País                 | Diputados | Partido | Partido                                       |
| -------------------- | --- | ------- | --------------------------------------------- |
| Guatemala            | Aura Lily Escobar Anleu |         | Unidad Revolucionaria Nacional Guatemalteca   |
| Guatemala            | Amílcar de Jesús Pop Ac |         | Winaq                                         |
| El Salvador          | Karina Ivette Sosa de Rodas |         | Frente Farabundo Martí de Liberación Nacional |
| Honduras             | Engels Martín Pineda García |         | Unificación Democrática                       |
| Honduras             | Nedis Adrián Licona Reyes, Nelsy Yolany Mencias Martínez. |         | Libertad y Refundación                        |
| Honduras             | Jorge Fernando Jiménez Reyes |         | Partido Frente Amplio                         |
| Nicaragua            | Evile del Socorro Umaña Olivas, Larissa Regina Colindres Maldonado, Aída Esther Blanco Talavera, Julio César Blandón Sánchez, Sidney Orlington Francis Martin, Elida María Galeano Cornejo, Meylin Olmara Galeano Villachica, Guillermo Daniel Ortega Reyes, Vidal Antonio Ruíz Cerda, Doris María Tijerino Haslam, Aleyda de la Cruz Trujillo Ruíz, Carla Evis White Hodgson, José Antonio Zepeda López. |         | Frente Sandinista de Liberación Nacional      |
| Panamá               | Amado Cerrud Acevedo, Rubén de León Sánchez |         | Partido Revolucionario Democrático            |
| República Dominicana | Altagracia Martha Pérez Campusano |         | Partido de la Liberación Dominicana           |
| República Dominicana | José Antonio Alfonseca Suncar, Higinio Antonio Báez Ureña, Carlos Luis Sánchez Solimán. |         | Partido Revolucionario Moderno                |